# برج جی‌پی مورگان چیس

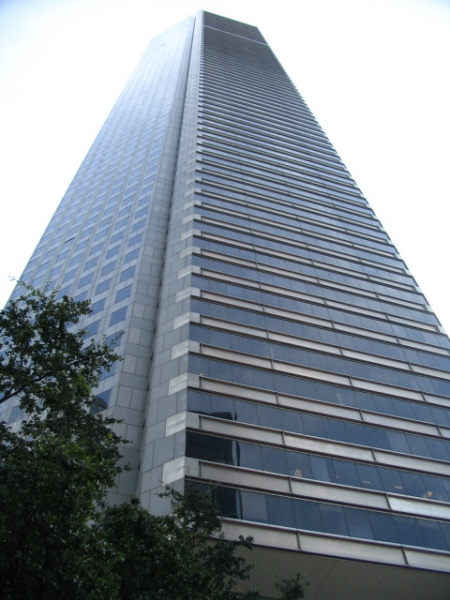

برج جی‌پی مورگان چیس (به انگلیسی: JPMorgan Chase Tower) نام یک برج مرتفع در هیوستون در تگزاس است.
این برج در ۱۹۸۲ ساخته گردید، و ۳۱۹ متر ارتفاع دارد، که در سال ۲۰۰۹ نخستین برج بلند تگزاس بود.
معمار این برج پست‌مدرنیستی، آی ام پی است.
در سال ۲۰۰۸ توفند آیک به این برج میلیون‌ها دلار خسارت زد.

## نگارخانه

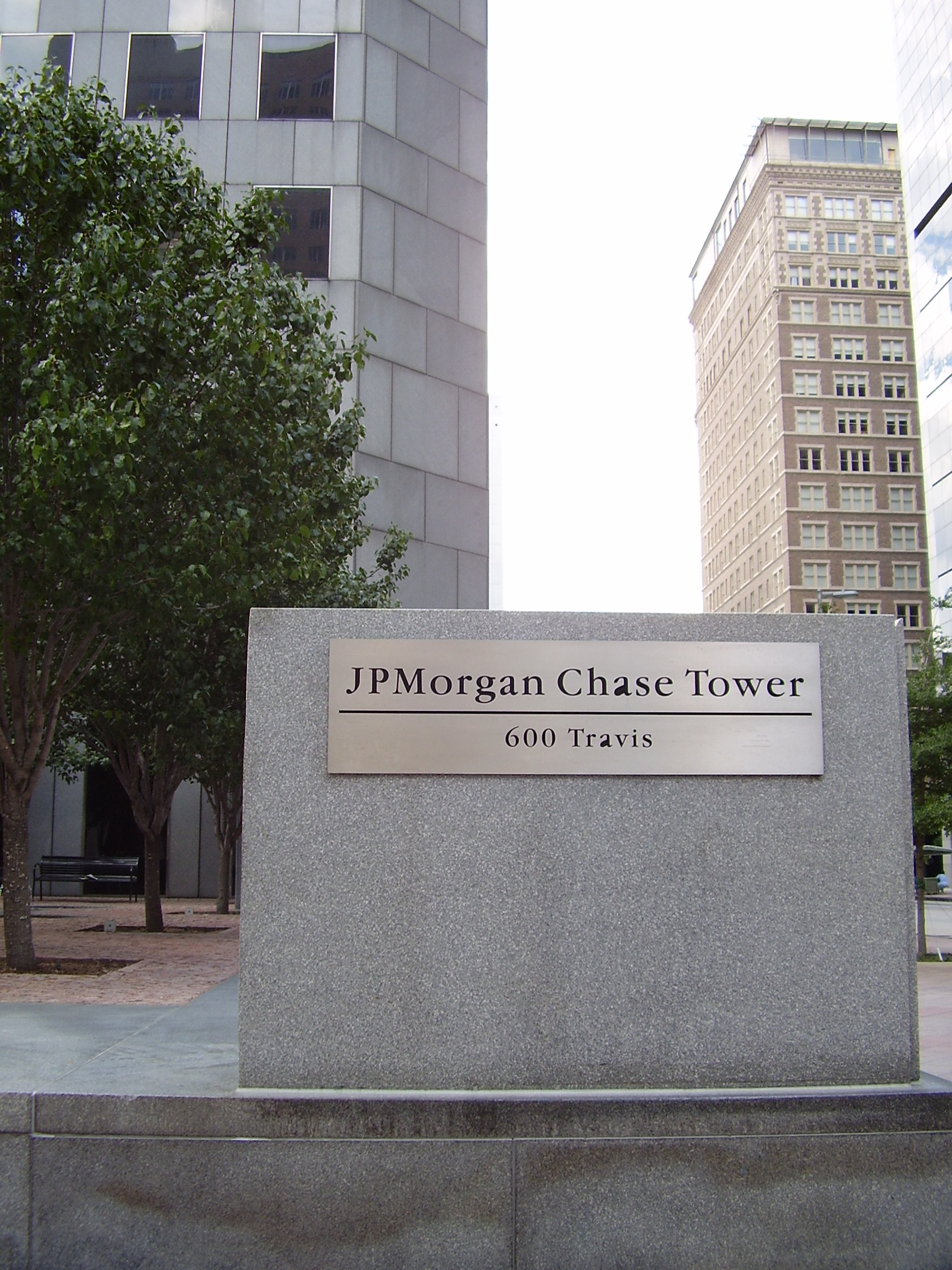
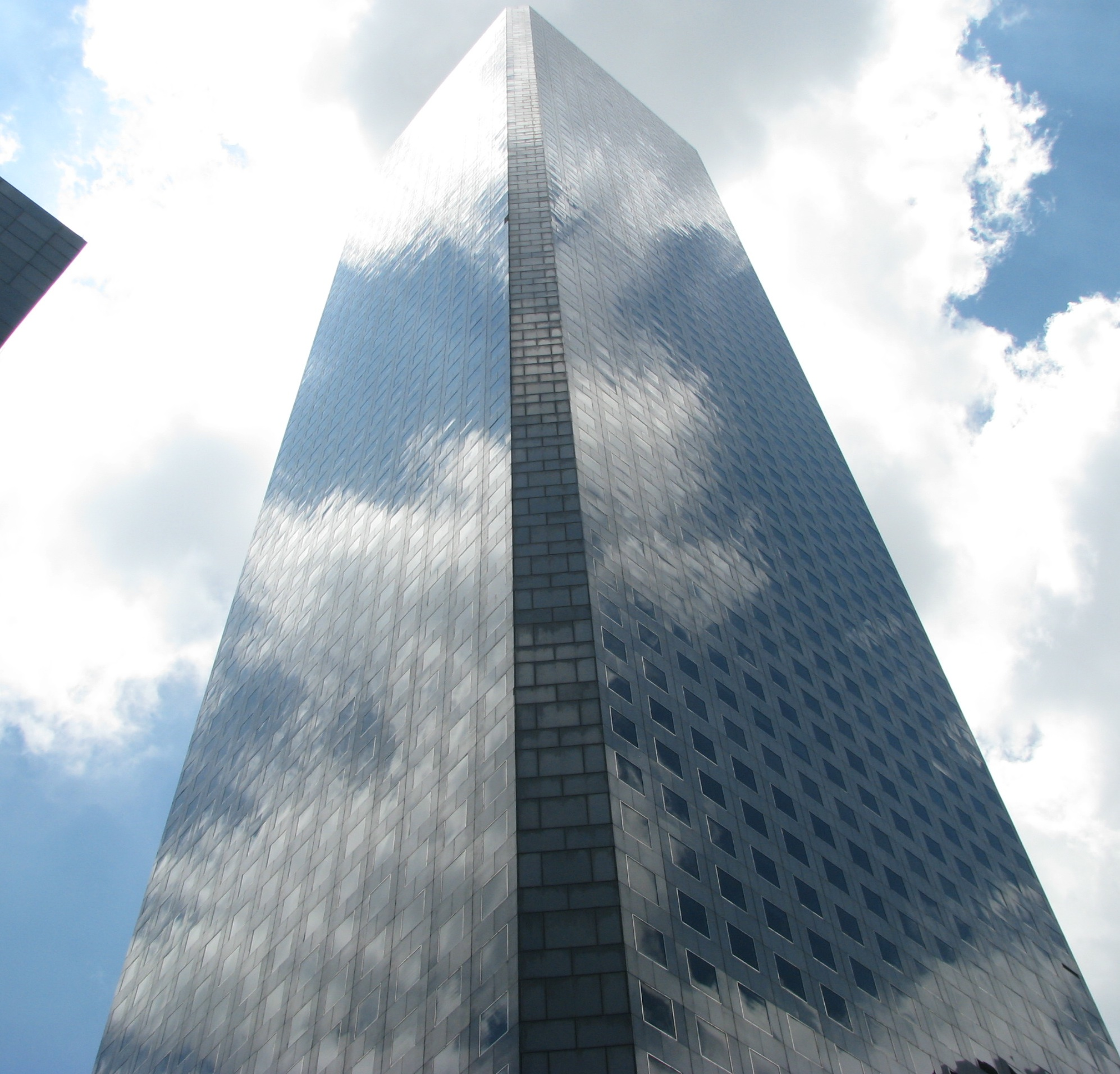
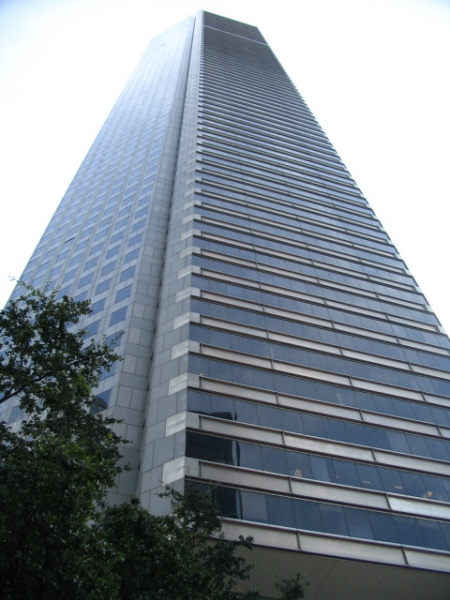
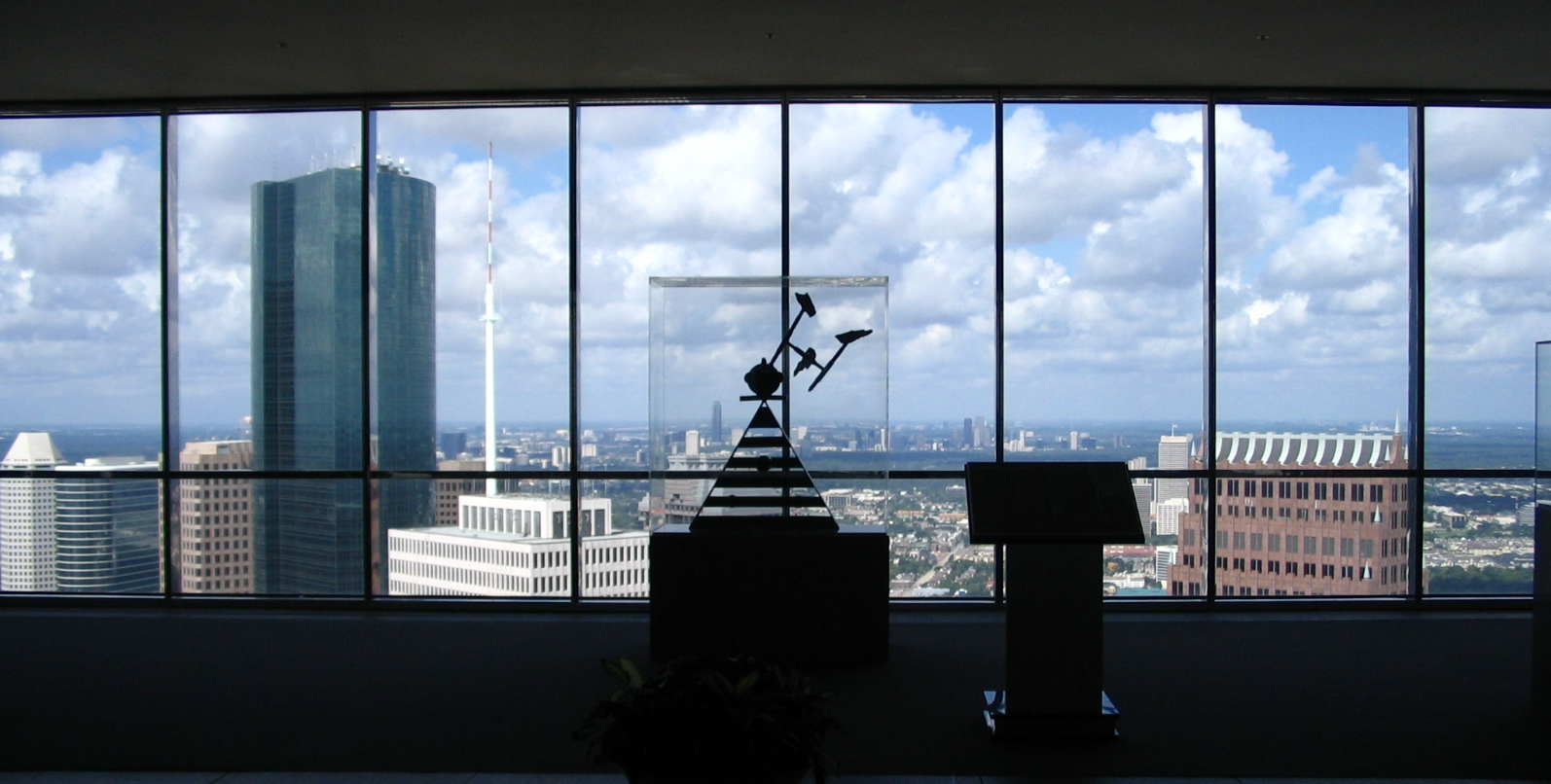
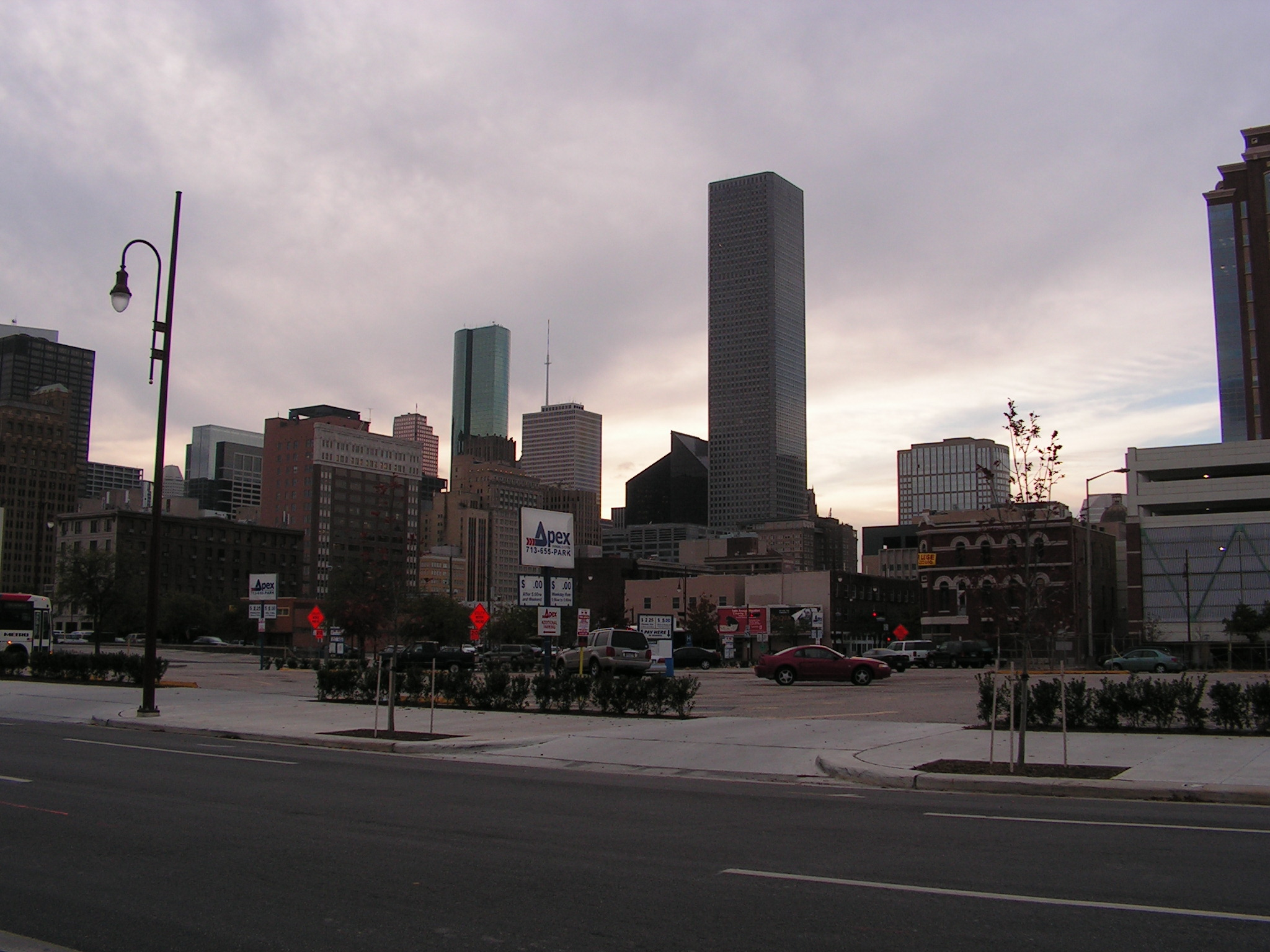
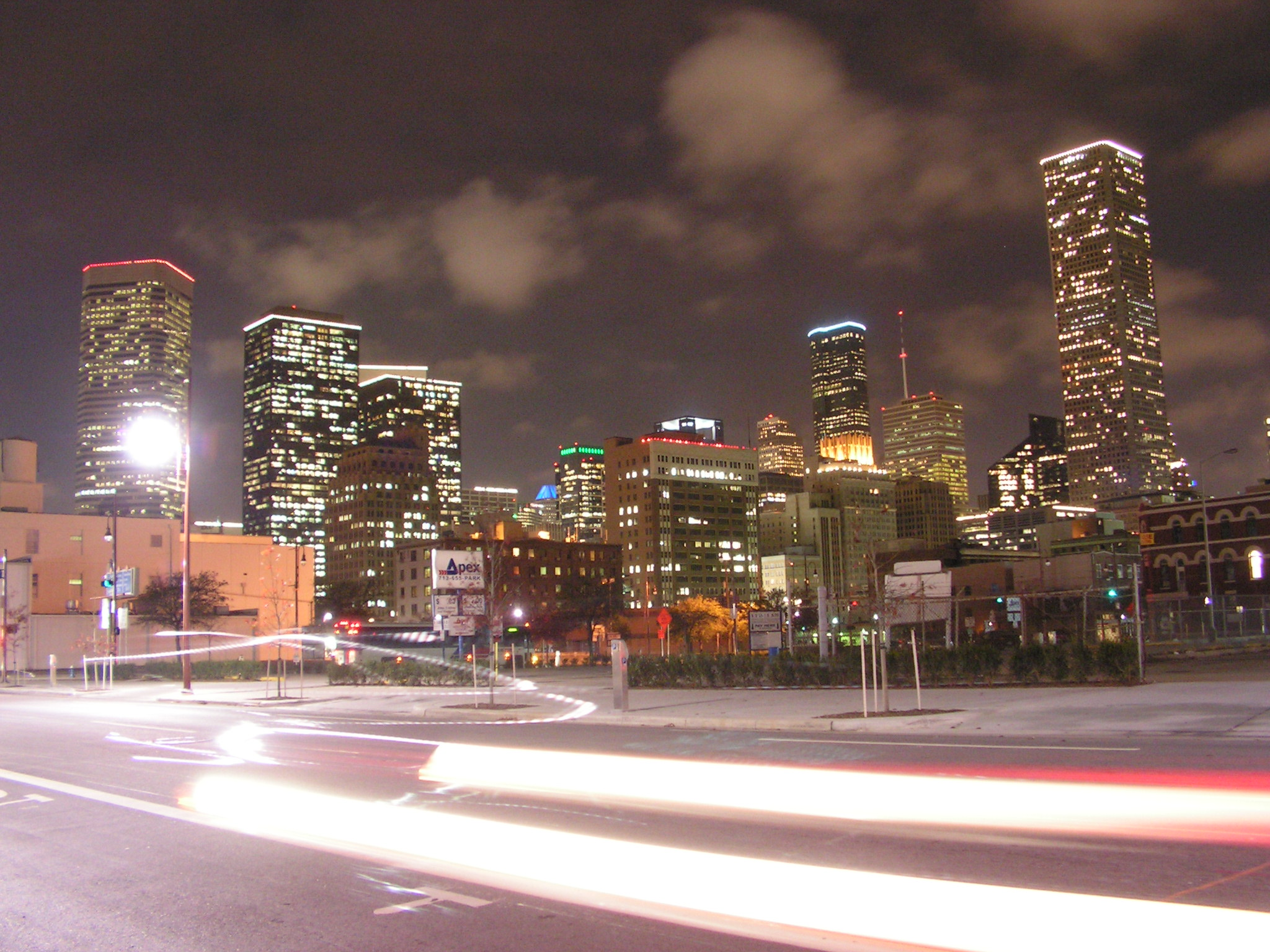
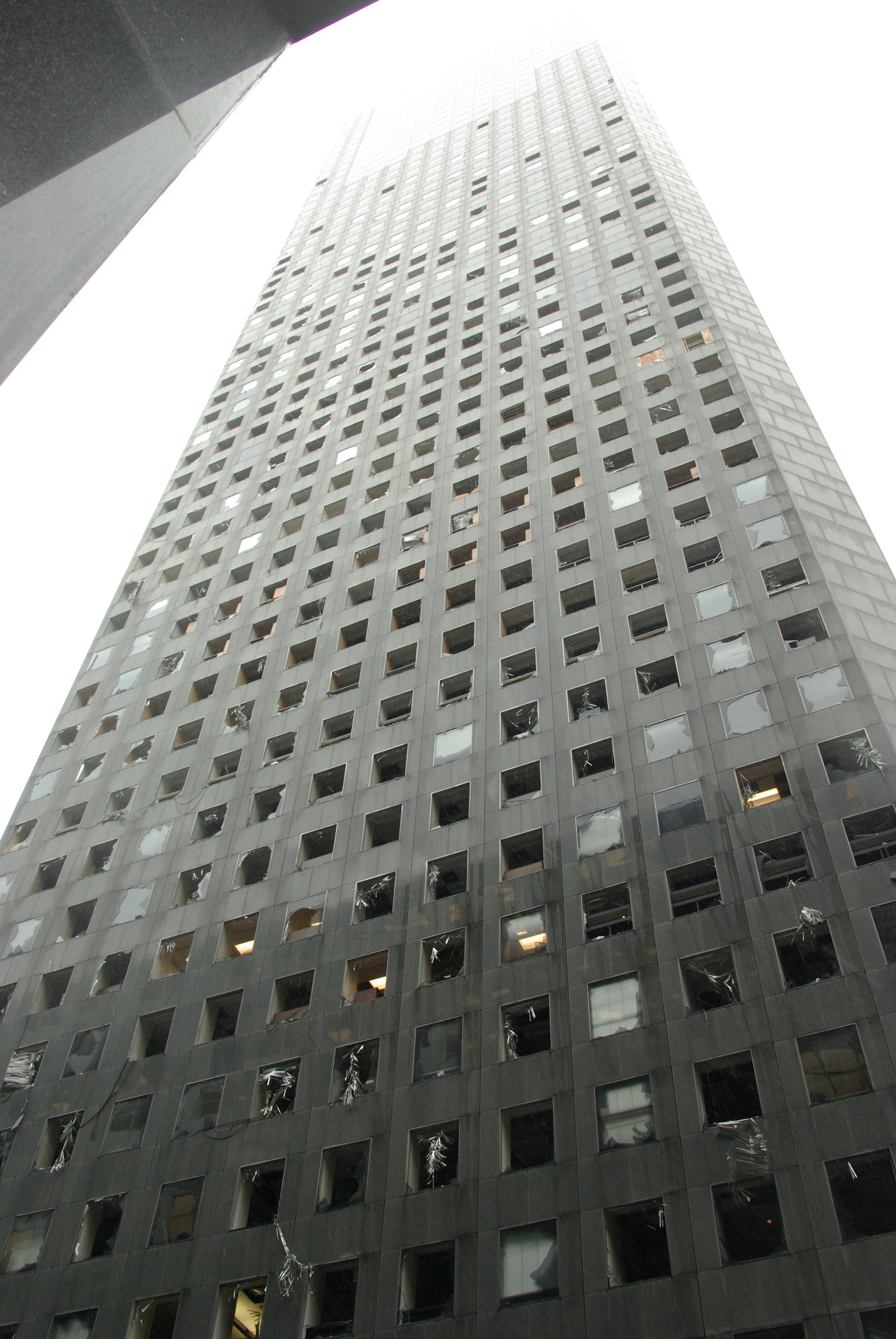